# Troncmittel
Troncmittel werden Mittel genannt, die für gemeinnützige Zwecke ausgegeben werden und aus der Troncabgabe gespeist werden. Die Troncabgabe ist die Bezeichnung für eine steuerliche Einnahme aus dem Tronc der Spielbanken. 
Der Begriff Troncmittel wird auch verstanden als Begriff für alle Gelder, die im Tronc sind.

## Erhebung
In Hamburg beträgt die Troncabgabe 4 % der Tronceinnahmen, in Hessen wird die Höhe von der Regierung per Verordnung bestimmt und fließt je zur Hälfte dem Land und der Standortgemeinde zu. In Schleswig-Holstein wird die Höhe ebenfalls durch Verordnung festgelegt und darf maximal 10 % betragen. Hier entscheidet die Spielbank, im Einvernehmen mit dem Innenminister, wie die Mittel für gemeinnützige Zwecke zu verwenden sind. In Baden-Württemberg ist die Troncabgabe mit Ende des Jahres 2004 ausgelaufen, in Rheinland-Pfalz zwei Jahre zuvor. In Berlin wird der Tronc ausschließlich für Personalkosten verwendet.

## Verteilung
Diese Projektmittel werden von verschiedenen Landesministerien verteilt. Je nach Bundesland unterschiedlich sind das z. B. Jugend-, Kultur-, Landwirtschafts- und Umweltministerium. Die Bedingungen zur Vergabe dieser Gelder sind in den jeweiligen „Richtlinien zur Vergabe von Lotto- und Troncmittelgeldern“ geregelt, die bei den einzelnen Landesministerien angefordert werden können.